# عنقديات
عَنْقَدِيَّات (الاسم العلمي: Berycidae)، فصيلة صغيرة من أسماك أعماق البحار تنتمي إلى رتبة عنقديات الشكل، وهي مرتبطة بالأسماك السنجابية.